# Divisa de coll

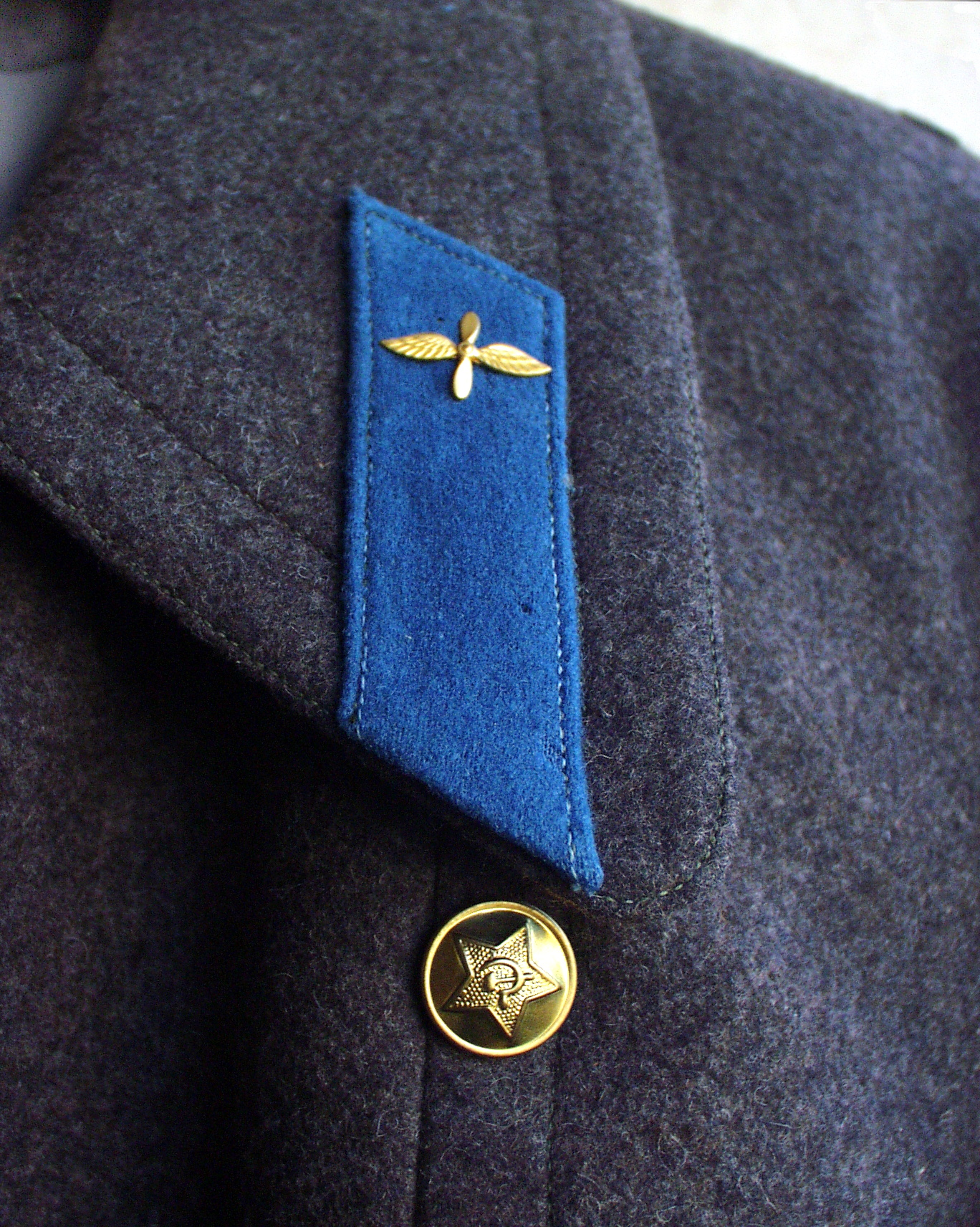
Típica divisa de coll soviètica (ací sobre capot), combinada amb emblema

Una divisa de coll és una peça metàl·lica o de roba, generalment en forma de requadre o de rectangle, que es fixa al coll de la peça superior de l'uniforme militar (o policial) per tal d'indicar el cos, arma o unitat del portador; també es pot usar per a acollir les divises (com en l'exèrcit austrohongarès, i com en l'Exèrcit Roig fins a la restauració del sistema tsarista de divises). Es pot combinar amb el viu del cos, arma o unitat, i modernament, sobretot, amb l'emblema d'aqueixa branca, tot col·locant-lo en l'divisa de coll (aquest darrer sistema combinat era el vigent, per exemple, a les Forces Armades de l'URSS d'ençà 1922, sumant-hi les divises a partir de 1924). També es poden donar divises de coll en roba civil, amb funció decorativa.
El català divisa de coll equival a l'anglès collar patch; a l'espanyol parche de cuello; al francès patte de collet; a l'italià mostrina o mostreggiatura; al portuguès aplicação de gola; al romanès petliţă; etc., etc.

## Història
En llur forma clàssica, les divises de coll sorgiren en la segona meitat del segle xix, com a estilització dels antics colls de color, tot cercant sistemes d'indicar la branca que fossin més discrets. Es tracta, doncs, d'un sistema coetani dels vius de color; i, de fet, ambdós sistemes són combinables, com ja s'ha dit.
El sistema de divises de coll no ha estat mai universal en els exèrcits (molts, potser la majoria, s'han circumscrit als vius o als emblemes, o a llur combinació), però sí que n'hi ha molts que l'han usat, sigui per a tots els graus i branques o només per a alguns; en totes les variants d'uniforme o selectivament; com a sistema exclusiu o en combinació amb vius i/o amb emblemes. Hi ha exèrcits que l'empren encara, tot i que des d'inicis del segle XX predomina el sistema d'emblemes, concepte més modern.

## Exemples clàssics
- el Paroli (plural, Parolis) austríac i austrohongarès, generalment en forma de requadre de color sobre el qual, a més, es duen les divises. Com que indicaven la unitat, el sistema de colors havia arribat a ésser summament complex, incloent-hi tonalitats insòlites com ara "verd lloro", "roig bordeus" i "rosa rogenc". L'exèrcit austríac actual encara usa un sistema simplificat de Parolis per a indicar branca i grau. D'ençà de la independència l'exèrcit hongarès ha tendit a usar una mena de Parolis de branca i grau enrivetats de nus hongarès, el qual es retira en campanya.

- la mostrina (o mostreggiatura), sorgida el 1902 i esdevinguda un dels elements més característics de l'uniforme militar italià, encara avui. Té forma rectangular; i segons la terminació s'anomena simplement mostrina (terminació recta), pipa (terminació en flama d'una punta, fiamma ad una punta) o fiamma (terminació en dues o tres puntes, fiamma a due/a tre punte). Sobre l'extrem principal campa l'emblemàtica stelletta de cinc puntes (adoptada el 1871). Tradicionalment les mostrine indicaven la unitat, per la qual cosa el sistema presentava gran diversitat de colors i de combinacions de colors. Avui el sistema s'ha simplificat, i les mostrine de color es reserven per a passeig i gala, mentre que en campanya s'han reduït a un petit requadre amb la stelletta.

- el Kragenpatte (plural, Kragenpatten) alemany, procedent de les unitats de la Guàrdia prussiana, generalitzat a tot l'exèrcit per la Reichswehr de la República de Weimar, enormement desenvolupat per la Wehrmacht nazi i conservat en versió simplificada per la Bundeswehr de la RFA i per la Volksarmee de la RDA. Consisteix en un rectangle gros de color (anomenat, com el conjunt, Kragenpatte) sobre el qual campa un ornament en forma de doble galó (Doppellitze) unit pels extrems i amb finestres internes (Litzenspiegel) i entre galons (Mittelstreife); tot plegat combinat amb un viu (Waffenfarbe) de coll. Els colors de cadascun d'aquests elements, conjuntament amb els dels vius, indiquen el cos, l'arma o l'especialitat.

- L'exèrcit francès ha fet ús abundós de divises de coll de tipus divers, incloent-ne d'escudiformes (écussons de col). En diverses èpoques els exèrcits rus i búlgar han usat simples divises de coll rectangulars i estretes, sempre indicant el cos o arma. L'exèrcit soviètic usà divises de coll (de color indicatiu de cos o arma) en 1919-1991; s'hi afegiren emblemes de branca des del 1922 i divises a partir de 1924; les de guimnastiorka i guerrera foren angulars apuntades en 1919-1922, i escudiformes les de capot en 1919-1943; amb posterioritat a aquestes dates respectives, totes esdevingueren rectangulars i estretes. Les divises de coll més característiques de l'exèrcit romanès tenen forma de galó angular apuntat. Els generals britànics n'usaven de roges a les solapes. A l'exèrcit belga l'oficialitat duu divises de coll escudiformes a les solapes, en color de branca i com a suport de les divises. Etc., etc.

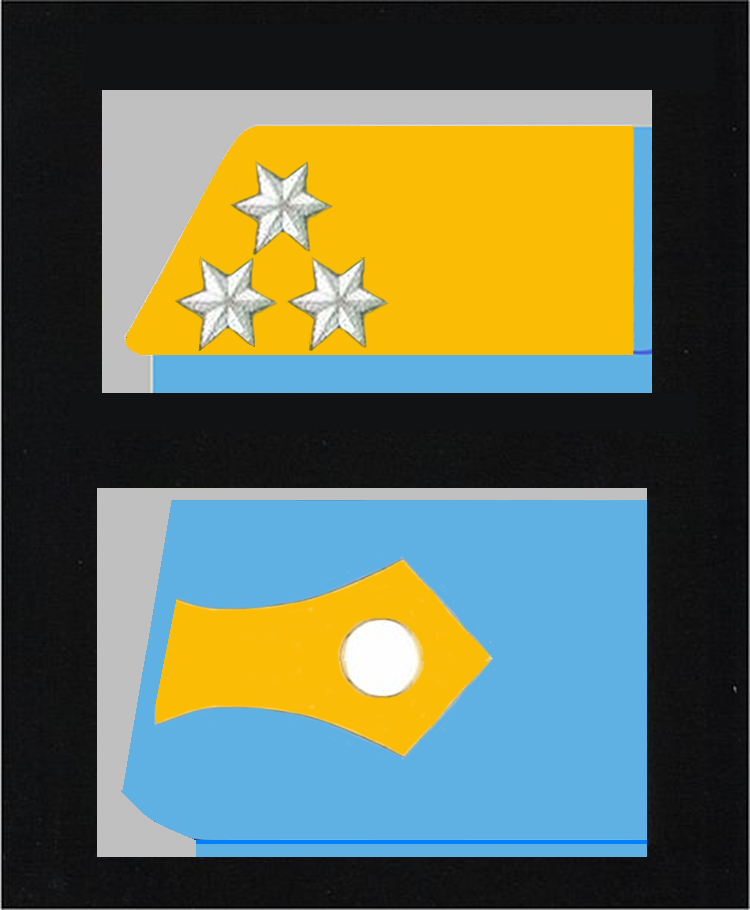
divises de coll: dos exemples de Parolis austrohongaresos.
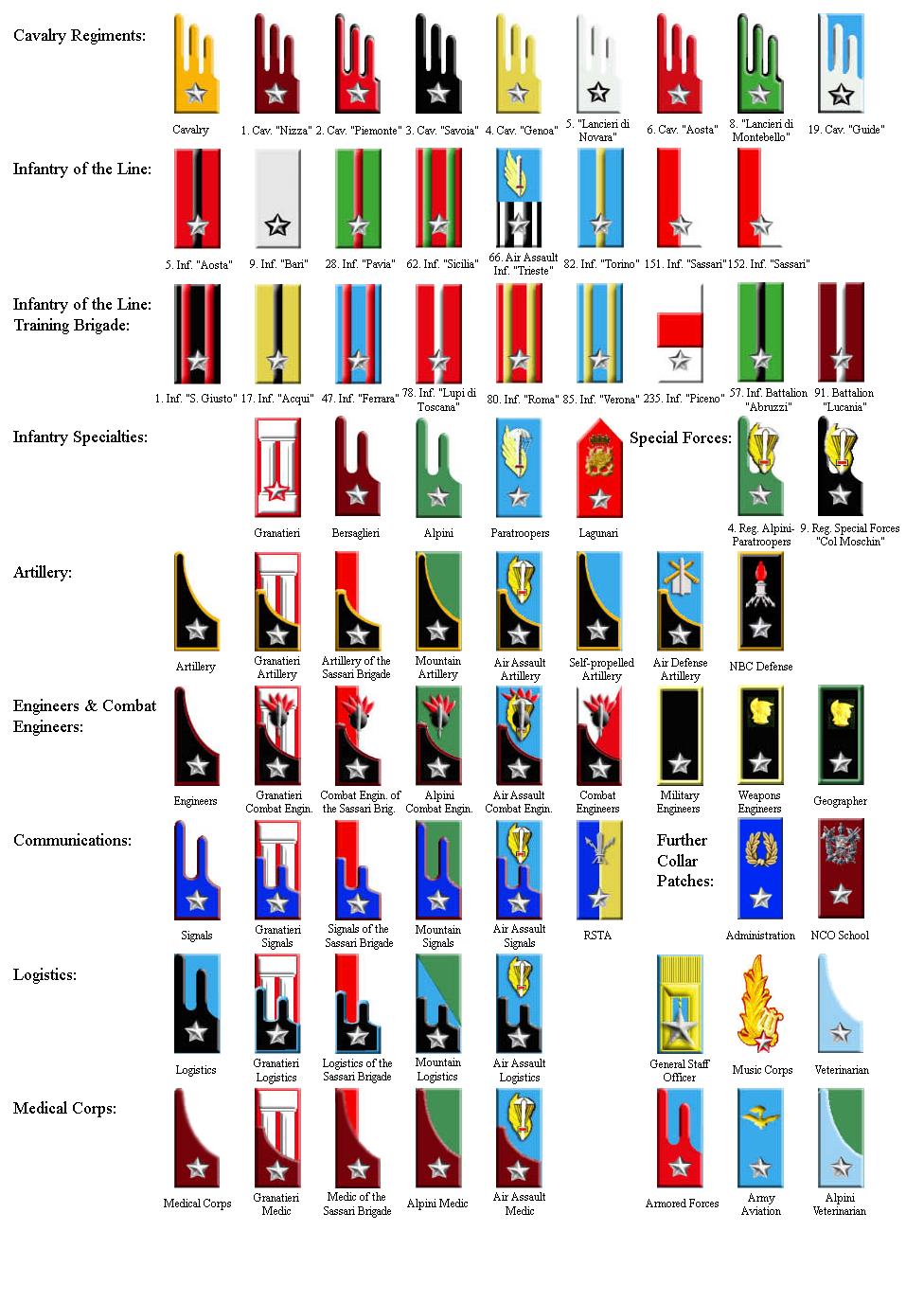
divises de coll: mostrine de l'Exèrcit Italià..
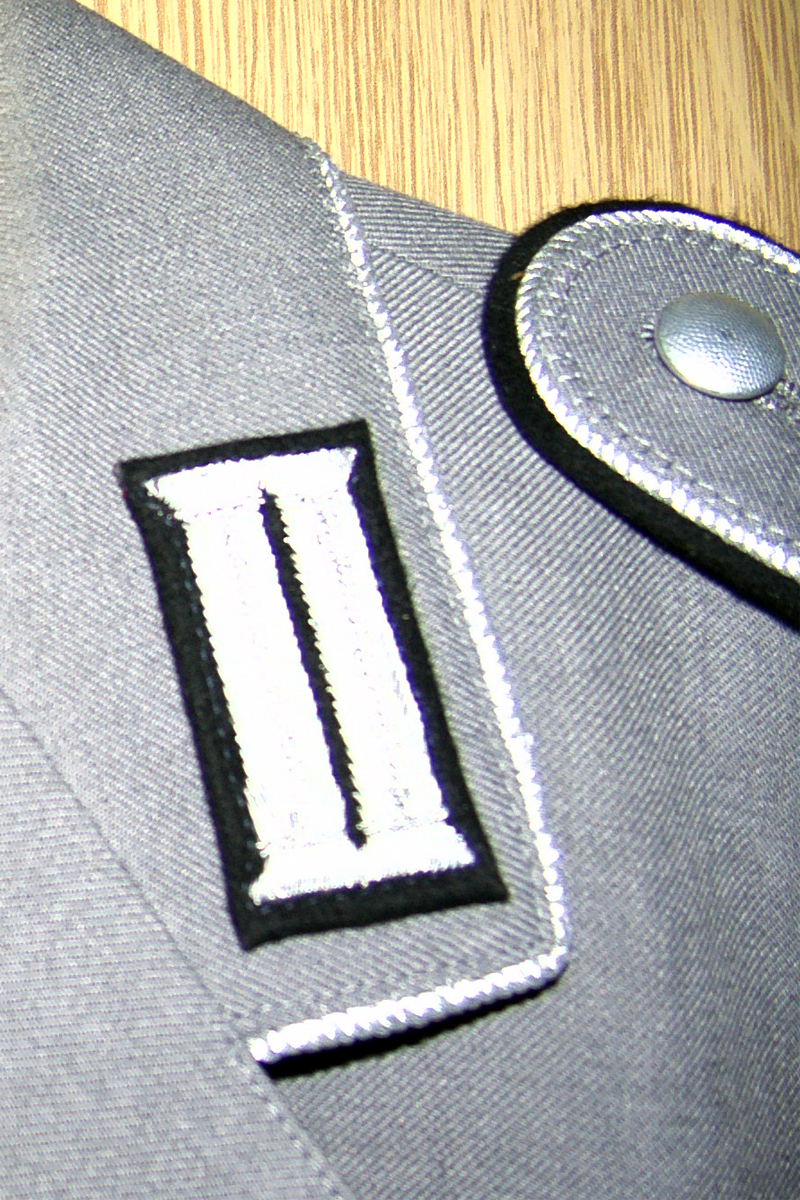
divisa de coll combinada amb viu: Kragenpatte de la Bundeswehr alemanya sobre una solapa de guerrera de passeig i gala.